# Los Psiconautas
Los Psiconautas es una banda rock indie y alternativo chilena formada inicialmente por los hermanos Daniel y Juan Pablo Narea, el primero en la guitarra y voz principal, y el segundo tocando, además de la guitarra, el teclado y sintetizador. A partir de 2018, con las incoporaciones de Isaí Astorga en bajo y Mathías Parra en batería, estrenaron su primer sencillo «Nadie es como tú», que obtuvo un excelente número de reproducciones en Spotify. En 2019 son finalistas en la Canción Rebelde del Festival de Arte y Memoria Víctor Jara y nominados a los Premios Índigo. A partir de entonces, publicaron otros cinco sencillos más, y en 2021 editaron su primer EP homónimo en el que incluyeron los seis en total.
En 2022 sacaron dos sencillos nuevos para su próximo trabajo, y en 2023, el tema «Y me volveré amor», en el que cantan con el padre de Daniel y Juan Pablo, Claudio Narea.

## Historia
Los Psiconautas se formaron en la comuna Maipú de Santiago (Chile). Desde muy temprana edad, los hermanos Daniel (voz principal y guitarra) y Juan Pablo Narea (guitarra, teclado y sintetizadores) crecieron escuchando música y rodeados siempre de instrumentos por sus padres Claudio Narea, quien los incentivaba a componer por diversión, y Claudia Carvajal. Componían en conjunto desde la adolescencia, y formaron bandas tanto juntos como por separado, Juan Pablo tocó con Profetas y Frenéticos, pero por otro lado estudió derecho mientras que Daniel estudió ciencia política, incluso postuló a concejal por San Miguel.
En 2016 decidieron dedicarse profesionalmente a la música. Después de encontrar la formación definitiva con Isaí Astorga en bajo y Mathías Parra en batería, bajo el nombre de Los Psiconautas irrumpieron la escena musical en noviembre de 2018, con presentaciones en vivo en San Miguel y Maipú para causas sociales y culturales. Al mes siguiente estrenaron su primer sencillo «Nadie es como tú», que logró superar las 25 000 reproducciones en Spotify; la plataforma la incluyó en la lista de producción Los 2010s Chile, como la canción indie pop más popular que tiene la banda. Tuvo más escuchas en México que en Chile. En 2019, fueron finalistas con la canción «Libertad» en el Encuentro por la Canción Rebelde del Festival de Arte y Memoria Víctor Jara, organizado por la Fundación Víctor Jara. También los nominaron a los Premios Índigo de ese año en la categoría premio altafonte a la creatividad digital. Tocaron en La Batuta y continuaron dando presentaciones hasta comienzos de 2020. Durante el confinamiento por la pandemia de COVID-19 estuvieron activos mediante sus redes sociales, y ensayaban con una aplicación que les permitía hacerlo de manera virtual para tocar en conciertos vía streaming, principalmente de medios alternativos.
Entre 2019 y 2021, a «Nadie es como tú» le siguieron como sencillos «No me verás», «Magia», «Libertad», «Respirar» y «Quiero creer que es verdad», incluido en Spotify y Deezer en «Novedades Indie» y «Nuevos Sonidos Chilenos». Este último, además, cuenta con la particularidad de tener una clara alusión en el arte de portada con el de Corazones (1990) de Los Prisioneros, álbum que refleja el triángulo amoroso que involucró a la madre de los hermanos Narea con el líder y vocalista del grupo, Jorge González. Los Psiconautas editaron con los seis sencillos su primer EP homónimo en plataformas digitales, en julio de 2021. Estuvo producido y grabado por Narea en su estudio, junto con Jaime Medel.
Al año siguiente, tras el éxito obtenido con el EP, Los Psiconautas lanzan dos nuevos sencillos para su siguiente trabajo, «Frutillas y crema» y «Somos uno». En 2023, Daniel estrena el primer sencillo «Enlaza2» de su proyecto paralelo: Ñau Prr, formado junto con su novia Pilar Soto. En tanto, Los Psiconautas liberaron «Y me volveré amor», su colaboración con Narea, cuyo videoclip presenta imágenes creadas por inteligencia artificial, y estuvo dirigido por Daniel. Entre 2023 y 2025 sacaron y participaron en más sencillos colaborativos con Dani Ride, Winters of Blue, Sebastian Roque y Fran Starosta, y uno en solitario, «Emociones del sol» (2024).

## Estilo musical e influencias
Los Psiconautas definen su música indie rock, rock alternativo y un poco de pop. Tanto medios chilenos como internacionales los han señalado «portadores de una marcada herencia musical, inspirada en las cautivadoras melodías que evocan reminiscencias del rock argentino y el britpop». Si bien dos de sus integrantes son hijos de Claudio Narea, ellos han asegurado que Los Prisioneros no son la principal influencia de la banda, y que poseen un estilo poco parecido. En su lugar, Daniel afirmó que su sonido es más parecido al de Lanza Internacional, La Ley o de bandas mexicanas como Zoé. Asimismo, reconocen más influencia del pop y de música de los años 1980, destacando a Electric Light Orchestra y Soda Stereo. Primero los influenciaron The Beatles, después The Clash y The Strongest. Otras bandas que sirvieron de referentes para Los Psiconautas son Los Bunkers, Los Tres, Blur, The Smiths y Franz Ferdinand. Juan Pablo dijo que «Quiero creer que es verdad» «tiene una atmósfera de Blondie», y por otra parte, anteriormente dijo estar obsesionado musicalmente con Álex Anwandter, mientras que su hermano dijo que «sus influencias son más inconcientes», y que, luego de escuchar por dos años solo instrumentales, apenas se había actualizado con músicos chilenos como Anwandter, Manuel García, y Javiera Mena, a quien elogió como compositora. También Daniel señala que fue muy importante para ellos la música de videojuegos y animes como Slam Dunk, Detective Conan y Dragon Ball Z, evidenciado en una versión del tema de cierre de Dragon Ball: «Romance te puedo dar», que sacaron durante el confinamiento, y en las líneas de bajo de «Somos uno», basadas en Super Mario Bros. 3.

## Miembros
| Miembros actuales - Daniel Narea - voz principal y guitarra (2018-presente) - Juan Pablo Narea - guitarra, teclado y sintetizador (2018-presente) - Alejandro González - batería (2024-presente) Miembros anteriores - Mathías Parra - batería (2018-2024) - Isaí Astorga - bajo (2018-2025) | Músicos en vivo - Mía - batería (2024) |

## Discografía

### EP
- 2021: Los Psiconautas

### Sencillos
- 2018: «Nadie es como tú»
- 2019: «No me verás»
- 2019: «Magia»
- 2020: «Libertad»
- 2020: «Respirar»
- 2021: «Quiero creer que es verdad»
- 2022: «Frutillas y crema»
- 2022: «Somos uno»
- 2023: «Y me volveré amor» (con Claudio Narea)
- 2023: «Escarcha» (con Dani Ride)
- 2024: «Alas» (con Winters of Blue)
- 2024: «Emociones del Sol»

## Premios y reconocimientos
| Año  | Premio o Festival                                                           | Categoría                                 | Trabajo  | Resultado |
| ---- | --------------------------------------------------------------------------- | ----------------------------------------- | -------- | --------- |
| 2019 | Encuentro por la Canción Rebelde del Festival de Arte y Memoria Víctor Jara | Canción inédita                           | Libertad | Finalista |
| 2019 | Premios Índigo                                                              | Premio altafonte a la creatividad digital |          | Nominado  |